# Čevljarska ulica, Ljubljana
Čevljarska ulica je ena izmed manjših in najstarejših ulic v Ljubljani.

## Zgodovina
Do leta 1515 je ulica ležala na jugu takratnega ljubljanskega geta.
Prvo poimenovanje ulice kot Čevljarska ulica (oz. Schustergasse) pa je iz leta 1770, ko sta na ulici navedeni dve hiši. Ulica je dobila ime po bližnjem Šuštarskem mostu, kjer so se nahajale čevljarske delavnice.
V frančiškanski oklicni knjigi, ki zajema leta 1798-1815, je ulica navedana kot Šuštarska gasa.

## Urbanizem
Ulica poteka v smeri sever-jug, vzporedno s Ljubljanico. Na severu se prične na križišču s Židovsko ulico in Jurčičevim trgom, medtem ko se na jugu konča s stikom z Bregom in Novim trgom.